# Косарев, Василий Петрович
Василий Петрович Косарев (род. 1940) — советский и российский учёный, кандидат экономических наук, профессор.
Автор ряда работ.

## Биография
Родился 14 сентября 1940 года.
После окончания школы, с 1958 года, работал слесарем-монтажником технологического трубопровода. Поступив в 1959 году в Московский экономико-статистический институт (ныне Московский государственный университет экономики, статистики и информатики), окончил его в 1964 году, получив квалификацию инженера-экономиста по механизации учёта и вычислительных работ. В 1964—1967 годах работал инженером лаборатории вычислительной техники на машиностроительном заводе в городе Электросталь Московской области.
В 1967 году Косарев поступил в очную аспирантуру Московского финансового института (МФИ, ныне Финансовый университет при Правительстве РФ) по кафедре «Счетные машины и их эксплуатация»; с тех пор его жизнь связана с этим вузом. В 1970 году Василий Петрович защитил кандидатскую диссертацию на тему «Вопросы механизированной обработки информации по учёту производства на ДСК» (научный руководитель — В. Б. Либерман). С января 1971 года прошел в МФИ ступени ассистента, старшего преподавателя, доцента (1974) и профессора (1990). В 1978—1984 годах был деканом Учётно-экономического факультета, с 14 апреля 1984 года — заведующий кафедрой «Счетные машины и их эксплуатация» (последующие названия кафедры — «Автоматизированная обработка экономической информации», «Вычислительная техника», «Экономическая информатика»). В настоящее время — профессор кафедры «Прикладная информатика».
Василий Петрович Косарев подготовил 15 кандидатов экономических наук. Является соавтором нескольких типовых программ по дисциплинам, связанным с вычислительной техникой и обработкой информации, для экономических вузов, утвержденных Главным учебно-методическим управлением высшего образования Минвуза и Гособразования, а также типовых программ для средних специальных учебных заведений Минстроя и Минавтотранса. В качестве руководителя авторских коллективов и соавтора он участвовал в написании 22 учебников и учебных пособий, изданных с грифами Министерства образования и отраслевых ведомств.
Награждён многими медалями, в числе которых «В память 850-летия Москвы»; в 1996 году был удостоен Почетной грамоты Правительства Российской Федерации, в 2001 году ему было присвоено почетное звание «Заслуженный работник высшей школы Российской Федерации» (Указ Президента РФ от 19.05.2001 года).
Интересно[кому?], что В. П. Косарев пишет стихи.